# Heino Mikiver
Heino Mikiver (* 31. August 1924 in Loksa; † 26. Februar 2004 in Tallinn) war ein estnischer Künstler und Schriftsteller.

## Leben
Heino Mikiver war bis 1942 auf der Realschule in Tallinn und lernte im Studienjahr 1940–41 parallel dazu an der Tallinner Musikschule. An beiden Schulen geriet er mit Ilmar Laaban, der später den „Eintritt des Surrealismus in die estnische Dichtung“ markierte, in Kontakt, was für seinen weiteren künstlerischen Werdegang von Bedeutung war.
1942 trat er in die Kunstschule „Pallas“ in Tartu ein. Ein Jahr später floh er nach Finnland, um sich der Einberufung zur Wehrmacht zu entziehen, die Deutschland im Zuge des Zweiten Weltkriegs besetzt hatte. Dort beteiligte er sich als Freiwilliger im Rahmen der Finnischen Armee am Fortsetzungskrieg. Nach seiner Rückkehr kämpfte er 1944 in Estland gegen die heranrückende sowjetische Armee, wofür er 1945 zu drei Jahren Arbeitslager verurteilt wurde. Allerdings wurde er kurz danach amnestiert. 1947 versuchten die Behörden ihn zur Zusammenarbeit mit dem NKWD zu zwingen, wogegen sich Mikiver sträubte. Er zog es vor, über das Eis des finnischen Meerbusens zu fliehen. Die finnischen Behörden lieferten ihn jedoch in die Sowjetunion aus, wo er zu zehn Jahren sibirischer Zwangsarbeit verurteilt wurde.
Nach seiner Freilassung 1955 war Mikiver zunächst die Niederlassung in Tallinn verwehrt. Erst Anfang der 1960er-Jahre erwirkte er die Studienberechtigung in Tallinn, wo er dann 1967 seinen Abschluss am damaligen estnischen Kunstinstitut als Maler machen konnte. In der Folgezeit war er vor allem als Buchillustrator tätig.
Der Künstler Olev Mikiver und der Journalist und Dichter Ilmar Mikiver waren seine Brüder, der Schauspieler und Theaterregisseur Mikk Mikiver war sein Vetter zweiten Grades. Ihre gemeinsame Urgroßmutter war die Volkssängerin Els Mikiver (1824–1900).

## Werk
Die ersten schriftstellerischen Versuche im Bereich des absurden Theaters lassen sich auf das Jahr 1946 datieren, also noch vor seiner Verbannung. In Sibirien war Mikiver dann in einem Jazzorchester aktiv, was ihm die Arbeit in den Steinbrüchen ersparte. Er arbeitete sich in dem Orchester nach oben und war am Ende dessen Chefdirigent. Nach seiner Rückkehr widmete er sich dann verstärkt dem Abfassen von absurden Theaterstücken, deren erste Aufführungen Anfang der 1960er-Jahre konspirativ im studentischen Milieu stattfanden. Obwohl von Heino Mikiver – außer einem Kinderbuch, siehe unten – keine Texte gedruckt vorliegen, kann man ihn als „Pionier“ des estnischen Absurden Theaters bezeichnen. Der Künstler Leonhard Lapin, der an den Aufführungen beteiligt war, erinnerte sich später: „Wir sind auch über Land gezogen und haben Gastspiele gegeben, in Schulen und Kolchosen, immer recht kurze Stücke mit viel Improvisation. Das Publikum war begeistert. Wir spielten auch in diesen Fällen im Rahmen einer Konzertveranstaltung – das war unsere Tarnung sozusagen. Das absurde Theater war die einzige Möglichkeit, die sowjetischen Zustände zu kritisieren, und Mikivers Texte markieren den Anfang des absurden Theaters in Estland.“
Bis heute sind 12 Schauspiele in Manuskriptform entdeckt worden. Außerdem verfasste Mikiver Gelegenheitsgedichte und Kurzprosa. Häufig verschenkte er die Texte danach, so dass noch kein Gesamtüberblick über sein weitgehend ungedrucktes Werk herrscht.

## Trivia
Im Gefängnis in Leningrad traf Mikiver 1947 mit Jaan Kross zusammen, den er bereits aus der Schulzeit kannte und während der Studienzeit in Tartu näher kennengelernt hatte. Da Kross während der Haft fortwährend schrieb, fing auch Mikiver an zu dichten.

## Bibliografie
- Liigub ('Bewegt sich'). Tallinn: Perioodika 1980. 22 S.